# Acsala
Acsala é um gênero de traça pertencente à família Arctiidae.